# روجر فارمر
روجر فارمر (بالإنجليزية: Roger Farmer)‏ هو اقتصادي بريطاني وأمريكي، ولد في 4 أبريل 1955 في إنجلترا في المملكة المتحدة.